# قاشق چوبی

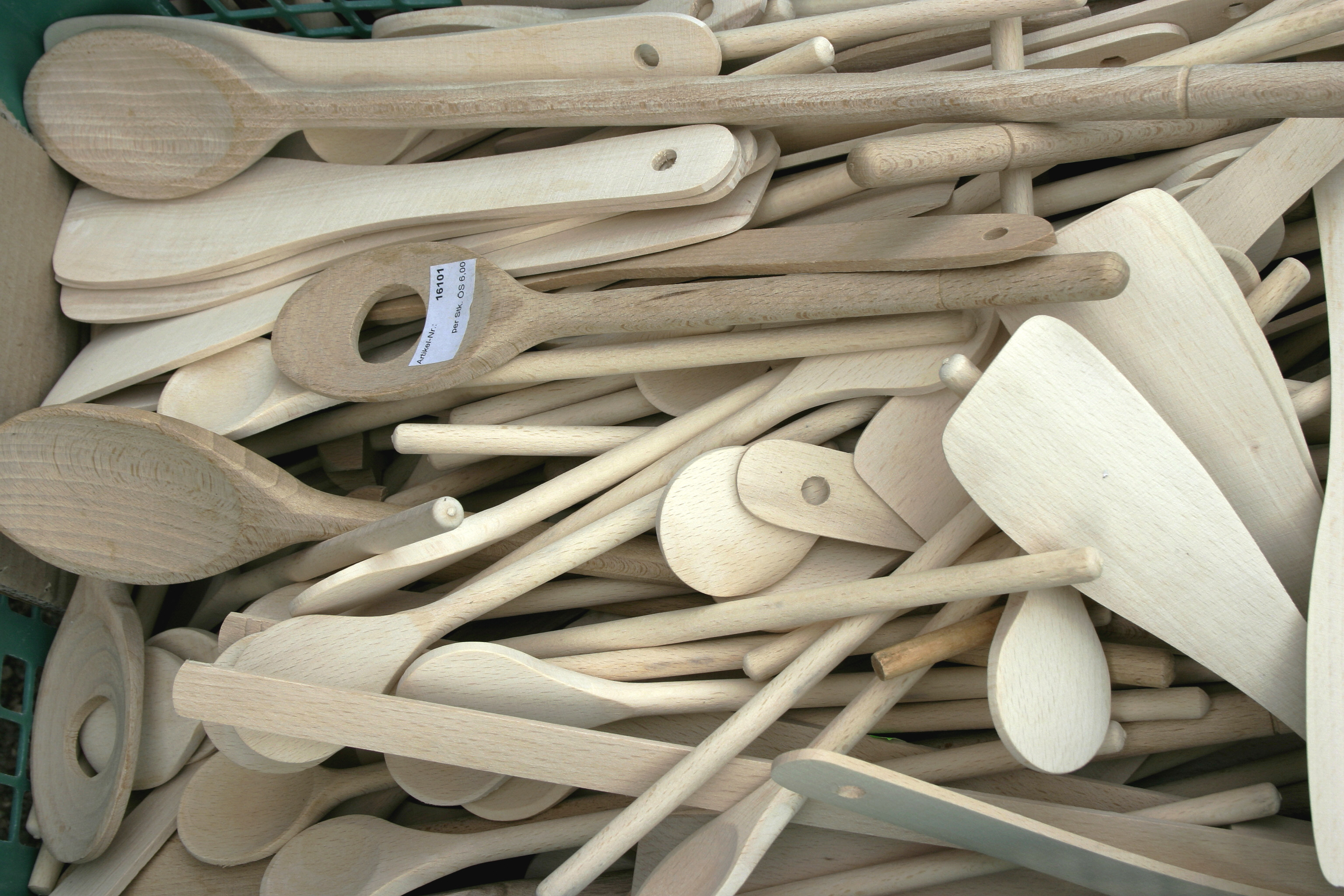
تعدادی قاشق چوبی.

قاشق چوبی یا کمچه نوعی از قاشق است که از چوب ساخته می‌شود و کاربرد آن عموماً در صرف غذا و خوراکی می‌باشد. پیشینهٔ ساخت قاشق چوبی احتمالاً به ۲۵۰ قبل از میلاد توسط سلتی‌های بریتانیا بازمی‌گردد که در کاوش‌های باستانشناسی در گلاستونبری مواردی از آن‌ها بدست آمده‌است. هنوز هم از جهت خوردن برخی غذاها مانند سوپ بکار می‌رود. فایدهٔ دیگری که برای قاشق چوبی عنوان کرده‌اند، این است که برخلاف قاشق‌های فلزی این نوع قاشق حرارت بالا را انتقال نمی‌دهد.